# The Player (1992)
The Player is een komische dramafilm uit 1992 onder regie van Robert Altman. Voor het verhaal bewerkte Michael Tolkin zijn eigen gelijknamige boek tot een filmscenario. De productie won (onder meer) prijzen voor beste acteur (Tim Robbins) en beste regisseur (Altman) op het Filmfestival van Cannes, twee Golden Globes en twee BAFTA Awards. Ze werd daarnaast genomineerd voor (onder meer) drie Academy Awards en een César.
The Player is in hoofdzaak een film waarin Altman de commerciële filmwereld op de hak neemt als een wereld waarin gewin ruim voorrang krijgt op kwaliteit. Tientallen regisseurs en acteurs uit Hollywood duiken erin op in kleine rolletjes als zichzelf (cameo's). Daarnaast staat The Player bol van verwijzingen naar andere films en inside jokes, ofwel grappen die kenners herkennen.

## Verhaal
Griffin Mill (Tim Robbins) is een van de grote mensen in Hollywood die erover gaan wiens scenario's in aanmerking komen om tot een film gemaakt te worden en welke niet. Hij is feitelijk 24 uur per dag onderweg om vriendjes te blijven met mensen die hij nodig kan hebben - die hij eigenlijk niet mag en zij hem niet - en lijkt vergroeid met zijn mobiele telefoon. Zijn contacten met zijn vriendin Bonnie Sherow (Cynthia Stevenson) gaan daarom zelden niet over werk of worden anders wel onderbroken daardoor. Mill voelt grote druk, want zijn bazen hebben Larry Levy (Peter Gallagher) officieel aangesteld om hetzelfde werk als hem te doen, maar hij vreest dat dit zijn aankomende vervanger is en hijzelf binnenkort op straat staat. Daarnaast ontvangt Mill ondubbelzinnige dreigementen in de vorm van ansichtkaarten met daarop anonieme bedreigingen.
Mill vermoedt dat de afzender van de kaarten een scenarioschrijver is wiens idee hij in het verleden afgekeurd heeft. Na een amateuronderzoek op eigen houtje, denkt hij te weten dat David Kahane (Vincent D'Onofrio) de afzender moet zijn. Mill zoekt hem op om zijn vermoeden na te gaan en zo nodig Kahane milder te stemmen. Via de vriendin van Kahane komt Mill erachter dat Kahane naar een bioscoop is om Ladri di biciclette te zien. Daar komt Mill Kahane "toevallig" tegen maar hun ontmoeting, waarin Mill Kahane werk aanbiedt, eindigt in een slaande ruzie op straat. In een vlaag van verstandsverbijstering verdrinkt Mill daarbij Kahane in een ondiepe plas water, waarop hij in paniek wegvlucht van de plaats delict. Hij heeft nu twee problemen, want hij wil ten eerste niet gepakt worden als moordenaar van Kahane, maar weet daarbij ook nog steeds niet wie de afzender van de kaartjes was. Want ook na Kahanes dood stoppen de zendingen niet. Onderwijl ziet hij ook nog Levy steeds hoger klimmen in de achting van zijn collega's.
Ten slotte breekt hij met Bonny, neemt hij David Kahanes IJslandse kille vriendin over - die zijn bekentenis niet wil horen - keurt een originele film goed die toch op een vreselijke cliché-film uitdraait ("het publiek wilde het") en schopt het tot studiobaas en superieur van Levy. Hij wordt vervolgd door ironische agenten onder leiding van Whoopi Goldberg wegens moord op Kahane maar wegens het geklungel van een getuige ontsnapt hij aan een veroordeling. In de auto opgebeld door een scenarist over een nieuwe film The Player over de moord op een scenarist keurt hij die pitch meteen goed.

## Rolverdeling
| Acteur           | Personage           |
| ---------------- | ------------------- |
| Greta Scacchi    | June Gudmundsdottir |
| Fred Ward        | Walter Stuckel      |
| Whoopi Goldberg  | rechercheur Avery   |
| Dean Stockwell   | Andy Civella        |
| Richard E. Grant | Tom Oakley          |
| Sydney Pollack   | Dick Mellon         |
| Jeremy Piven     | Steve Reeves        |
| Gina Gershon     | Whitney Gersh       |

## Cameo's
Verschillende in Hollywood werkzame mensen hebben een cameo-verschijning als zichzelf in The Player. Tot hen behoren:
| - Steve Allen - Richard Anderson - René Auberjonois - Harry Belafonte - Shari Belafonte - Karen Black - Michael Bowen - Gary Busey - Robert Carradine - Charles Champlin - Cher - James Coburn - Cathy Lee Crosby - John Cusack - Brad Davis - Paul Dooley - Thereza Ellis - Peter Falk | - Felicia Farr - Katarzyna Figura - Louise Fletcher - Dennis Franz - Teri Garr - Leeza Gibbons - Scott Glenn - Jeff Goldblum - Elliott Gould - Joel Grey - David Alan Grier - Buck Henry - Anjelica Huston - Kathy Ireland - Steve James - Maxine John-James - Sally Kellerman | - Sally Kirkland - Jack Lemmon - Marlee Matlin - Andie MacDowell - Malcolm McDowell - Jayne Meadows - Martin Mull - Jennifer Nash - Nick Nolte - Alexandra Powers - Bert Remsen - Guy Remsen - Patricia Resnick - Burt Reynolds - Jack Riley - Julia Roberts - Mimi Rogers | - Annie Ross - Alan Rudolph - Jill St. John - Susan Sarandon - Adam Simon - Rod Steiger - Joan Tewkesbury - Brian Tochi - Lily Tomlin - Robert Wagner - Ray Walston - Bruce Willis - Marvin Young - Althea Gibson - Jack Jason - Scott Shaw - Patrick Swayze |